# Södertälje Bangolfklubb
Södertälje Bangolfklubb eller Södertälje BGK är en bangolfklubb i Södertälje i Sörmland.

## Bakgrund
Klubben bildades 1938, och har haft stora framgångar under de senaste åren. Bland annat har man avancerat till elitserien. Utöver detta har man tagit guld i NM, EM och VM.
Södertälje BGK är hemmaklubb för Marcus Johansson och Dan Axelsson, som båda placerat sig högt i olika bangolfmästerskap. Klubben har två banor (en filt- och en eternitbana) samt kiosk och servering i Mälareparken, belägen på den östra sidan om Södertälje kanal.